# Скит Різдва святого Іоанна Предтечі (Вербка)
Скит Різдва святого пророка і Хрестителя Господнього Іоанна Предтечі — православний (УПЦ Московського патріархату) чоловічий скит у селі Вербка Ковельського району Волинської області, підпорядкований Милецькому монастирю. Відкритий у 2001 році. Намісник — архімандрит Варлаам (Бойчук).
Троїцький монастир в селі Вербка вперше згадується 1543 року, пізніше перетворений на парафію. В монастирі був похований князь Курбський Андрій Михайлович, який помер в травні 1583 року в своєму маєтку в Ковелі. Андрій Курбський вважається засновником Троїцького монастиря.
За спогадами Олександра Цинкаловського, які відносяться до 1910-х років: «Найбільшим святом в селі був „відпуст“ на св. Миколая в церкві на острові. Сходилися сюди селяни з найдальших закутків Полісся, приїздили купці з товарами з Ковля й інших міст і містечок, лірники, сліпці і міщани, репрезентуючи свої товари і народні одяги з найдальших закутків Полісся: тканини, вишиванки, намиста з коралів, хрестиків, образків і монет, серед яких траплялися старі польські і чеські срібні гроші, а навіть часом римські денари і радоби з місцевого янтару».

## Галерея

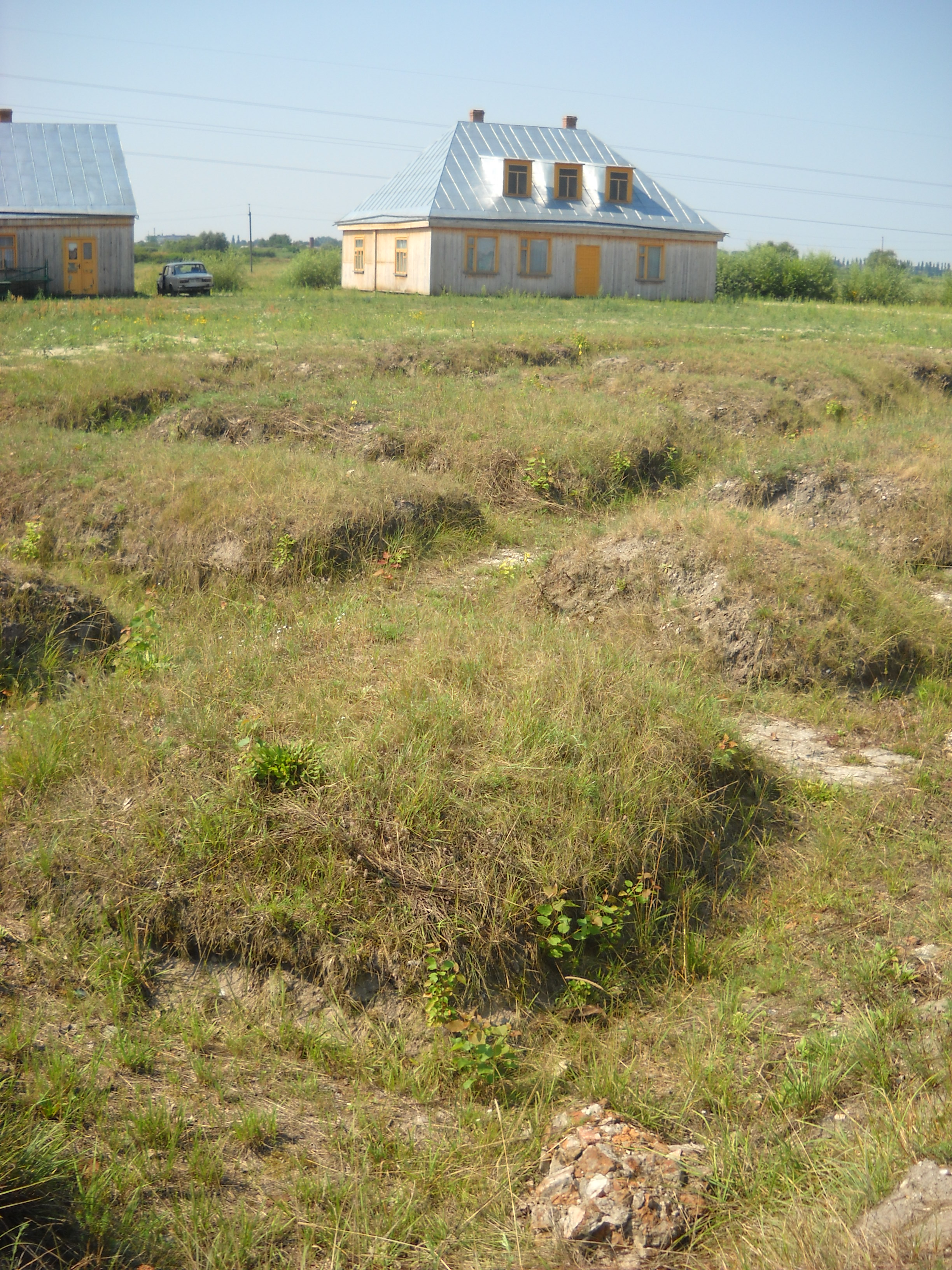
Залишки Троїцького монастиря і збудовані на його місці будівлі скиту Різдва Іоанна Предтечі
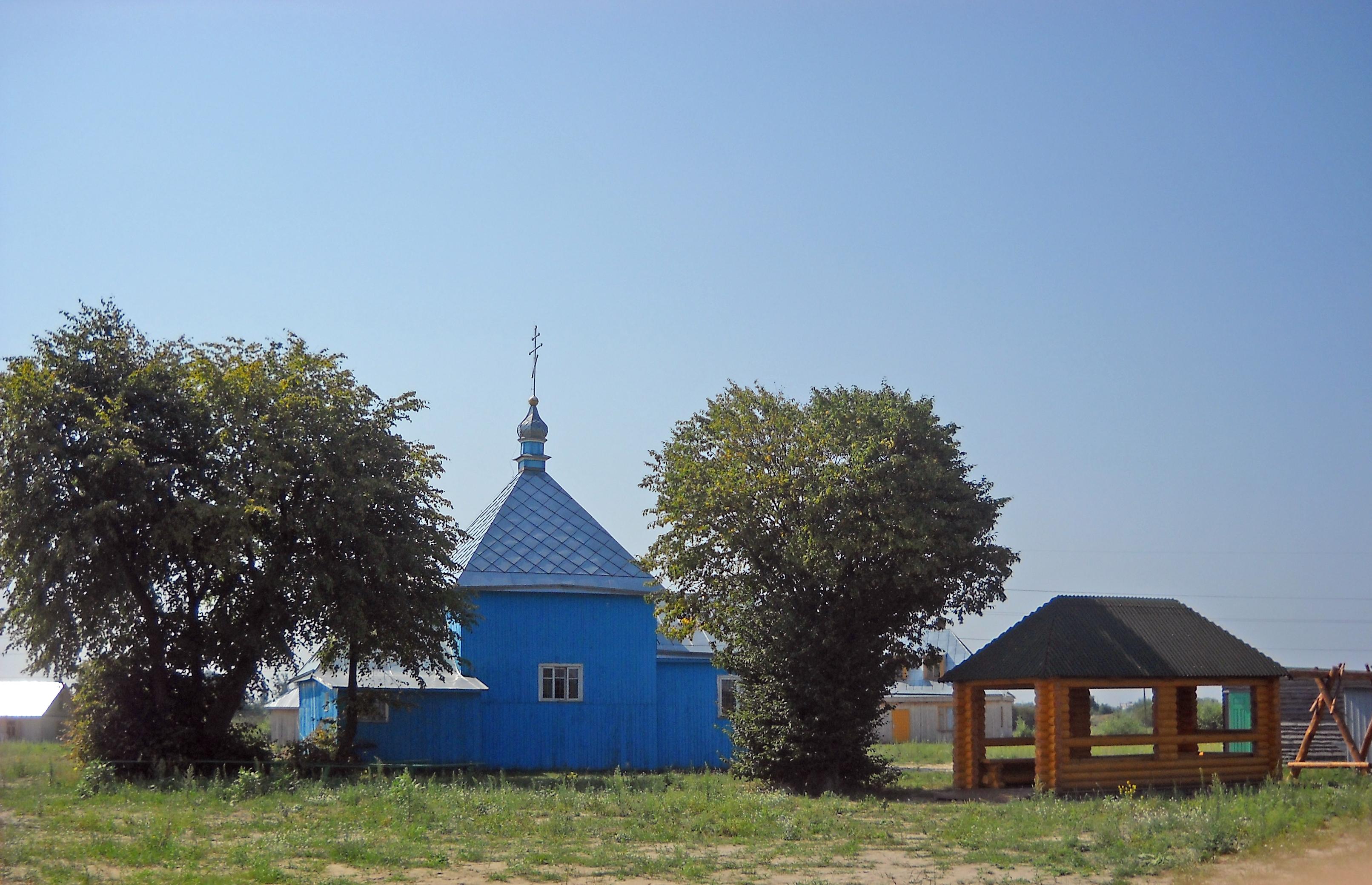
Скит Різдва святого Іоанна Предтечі